# Moorfleet
Moorfleet és un barri (Stadtteil) de la ciutat estat d'Hamburg a Alemanya al districte de Bergedorf. Té 1.130 habitants. Moorfleet forma una illa fet per l'antic Port de fusta, el Dove Elbe, l'Hauptentwässerungsgraben Moorfleet, el Feldhofegraben i el Moorfleeter Kanal.

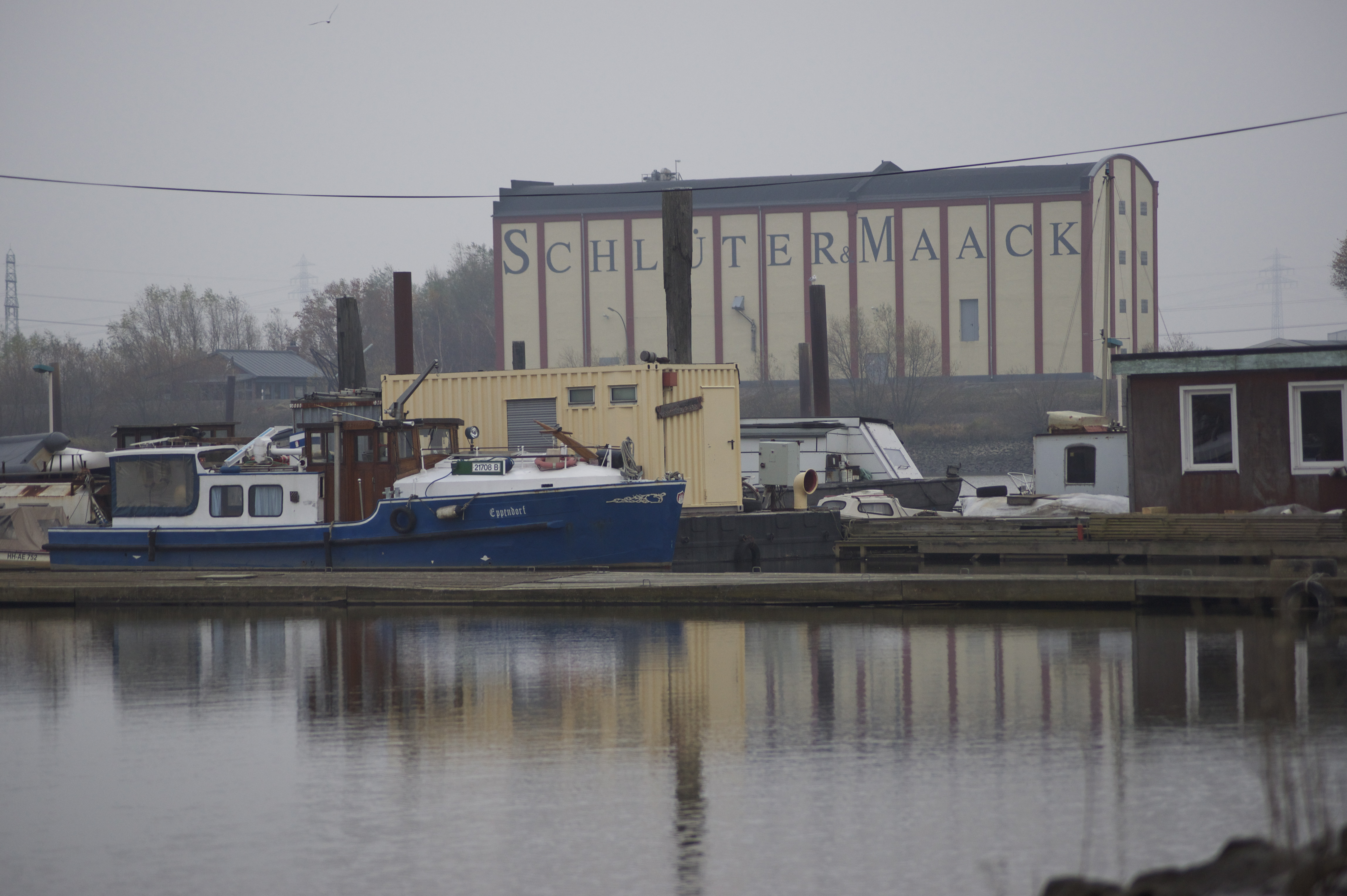
Magatzem Schlüter i Maack al port de fusta

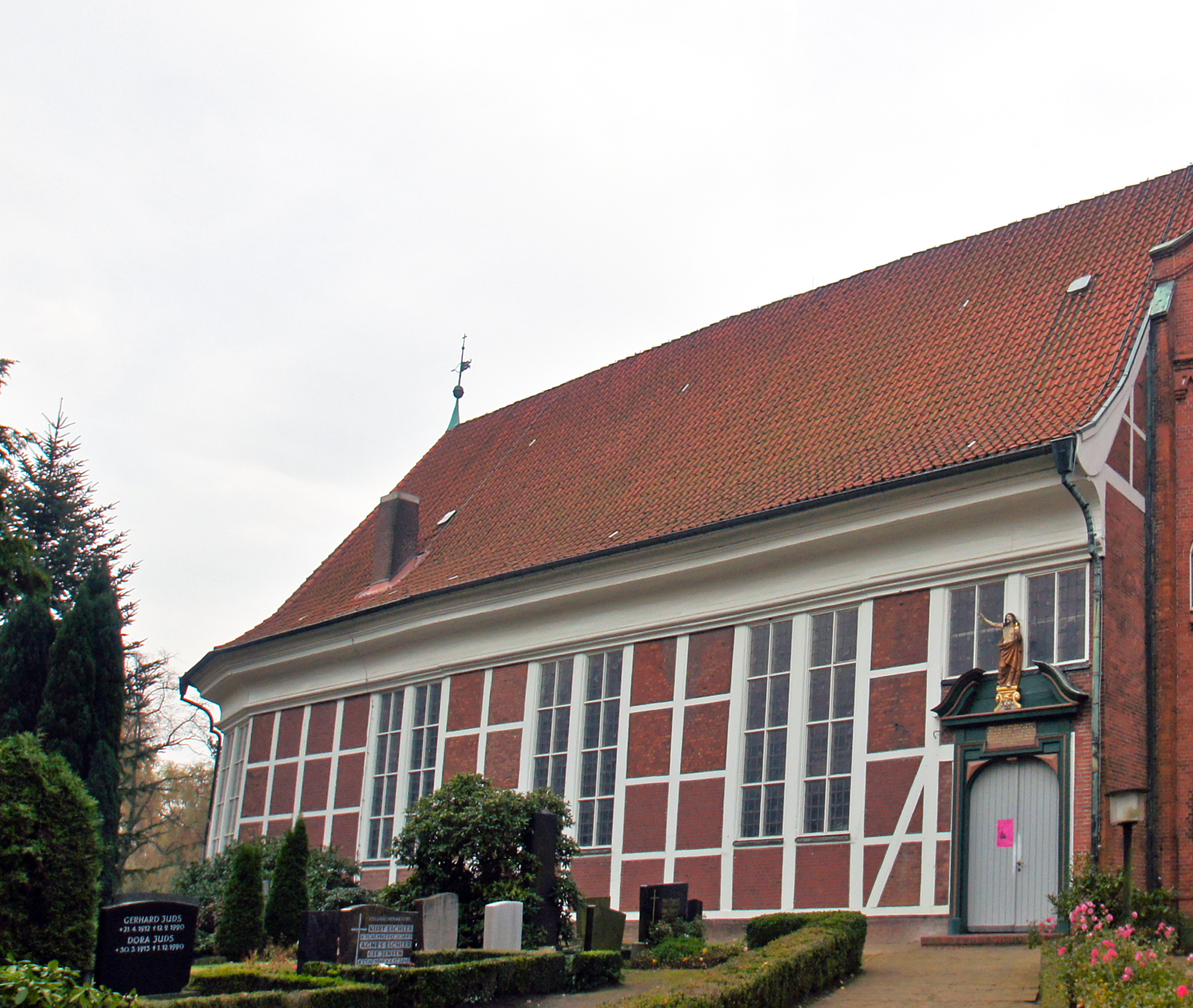
La nau d'entramat de fusta de l'església de Nicolau

Un nom antic del poble era Urenfleeth (1162), el nom d'un braç del Dove Elbe desaparegut. El nom s'hauria transformat per etimologia popular a Moorfleet (= rec de l'aiguamoll) tot i que el lloc mai no va ser un aiguamoll. La ciutat d'Hamburg va comprar el barri el 1395, com que el terra era molt idoni per a la cultura de l'ordi i del llúpol, necessari per a les fàbriques de cervesa.
Durant la Guerra dels Trenta Anys (1618-1648), tots els Vier- i Marschlande van sofrir molt de les hostilitats. Va caldre una generació als agricultors per a recobrar en diversificar-se vers l'horticultura. El segle xvii va portar unes inundacions després de fortes marejades. El 1813, quasi tot el poble va ser destruït per les tropes franceses.
Des del 1850 la part occidental del poble va començar a industrialitzar-se i va 1913 va ser transferit al barri de Billbrook. El polígon industrial a l'entorn del canal de Tiefstack passà el 1860 al barri de Rothenburgsort. El 1835, la ciutat va crear un barri nou a un terra alçat amb terres dragades de l'Elba i del Bille, la urbanització Bille-Siedlung, la qual va ser evacuada quasi completament el 1992, per què els llots de dragatge contenien massa productes tòxics: arsènic, cadmi i dioxines. Un segon escàndol ecològic va crear-se al Moorfleeter Brack, un estany salabrós que va rebre durant trenta anys (1930-60) deixalles domèstiques, però també tòxiques, procedent de la fàbrica de Boehringer al Moorfleeter Kanal, del qual l'obra de sanejament, estimada a 20 millions de Deutsche Mark va començar el 1999.
Malgrat aquestes catàstrofes ecològiques, el poble va sobreviure. La principal activitat queda l'horticultura. A l'entorn de l'antic port de fusta al Dove Elbe, hi ha un port esportiu i unes drassanes. A prop de l'encreuament de les autopistes E25 i A25 va crear-se un centre comercial dedicat al moblam a bon preu.

## Monuments i llocs d'interès
- L'església de Nicolau de Mira, una típica església d'una nau d'entramat de fusta del nord d'Alemanya[5]
- La rectoria (1741-42)
- El bronze de Martí Luter de 1906, recuperat de l'església de Luter bombardejada a Hamburg el 1943-44
- El camí al dic a l'antic Dove Elbe
- Schloss Moorfleet (segle xvi), una vil·la rica d'entramat de fusta d'una família hamburguesa benestant, anomenat castell, tot i no ésser un castell.

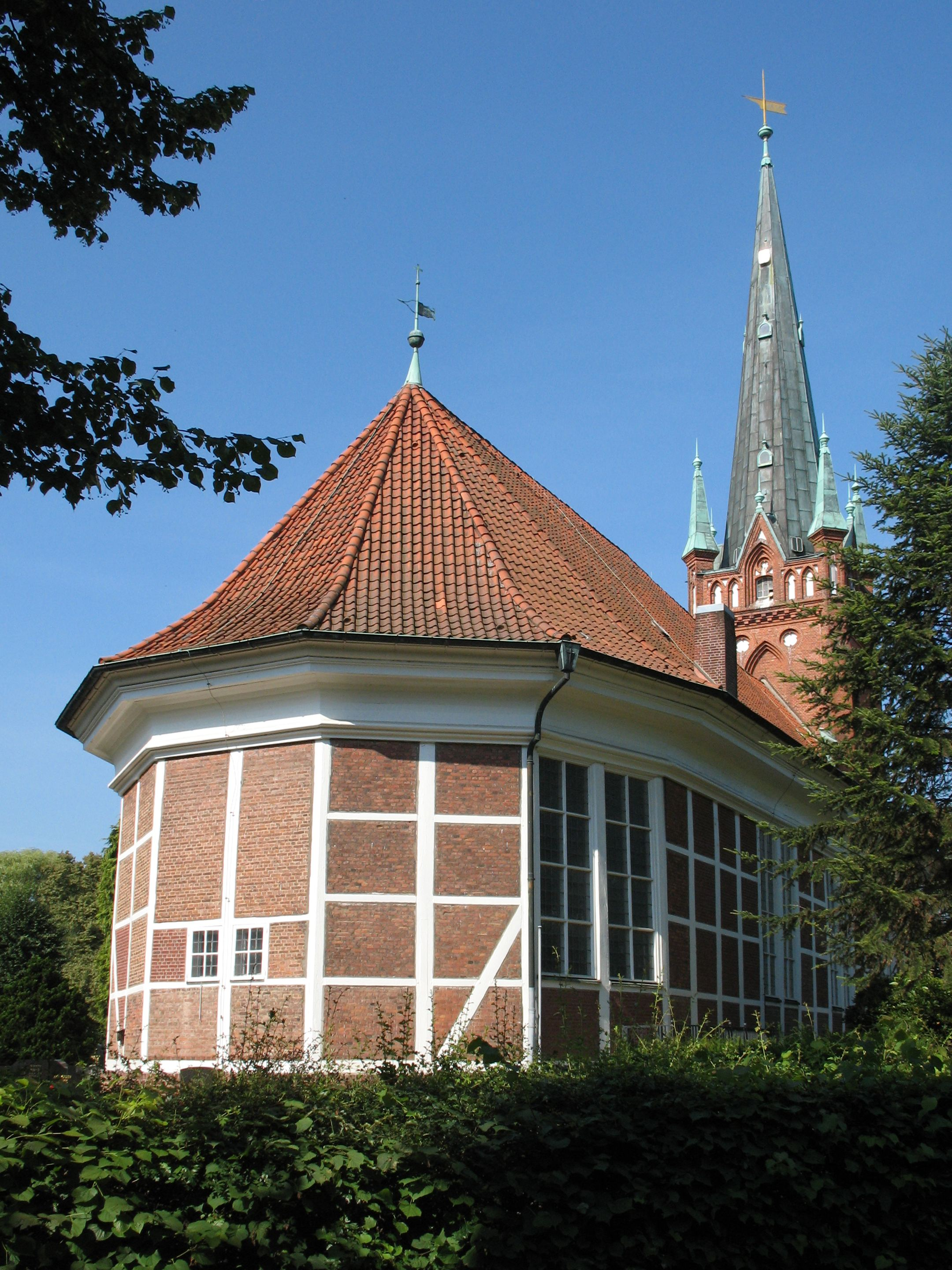
Església
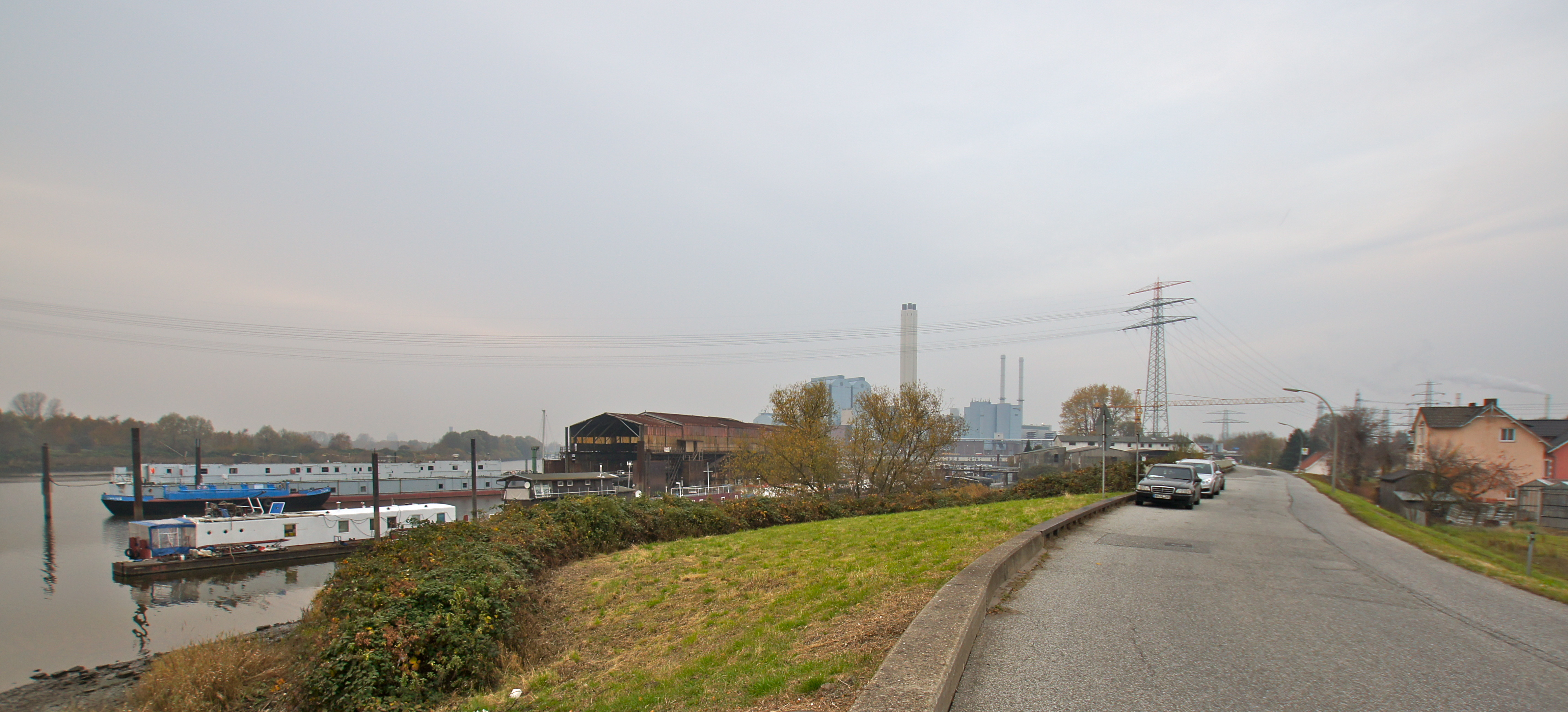
Drassana Julius Grube al dic Moorfleeter Deich
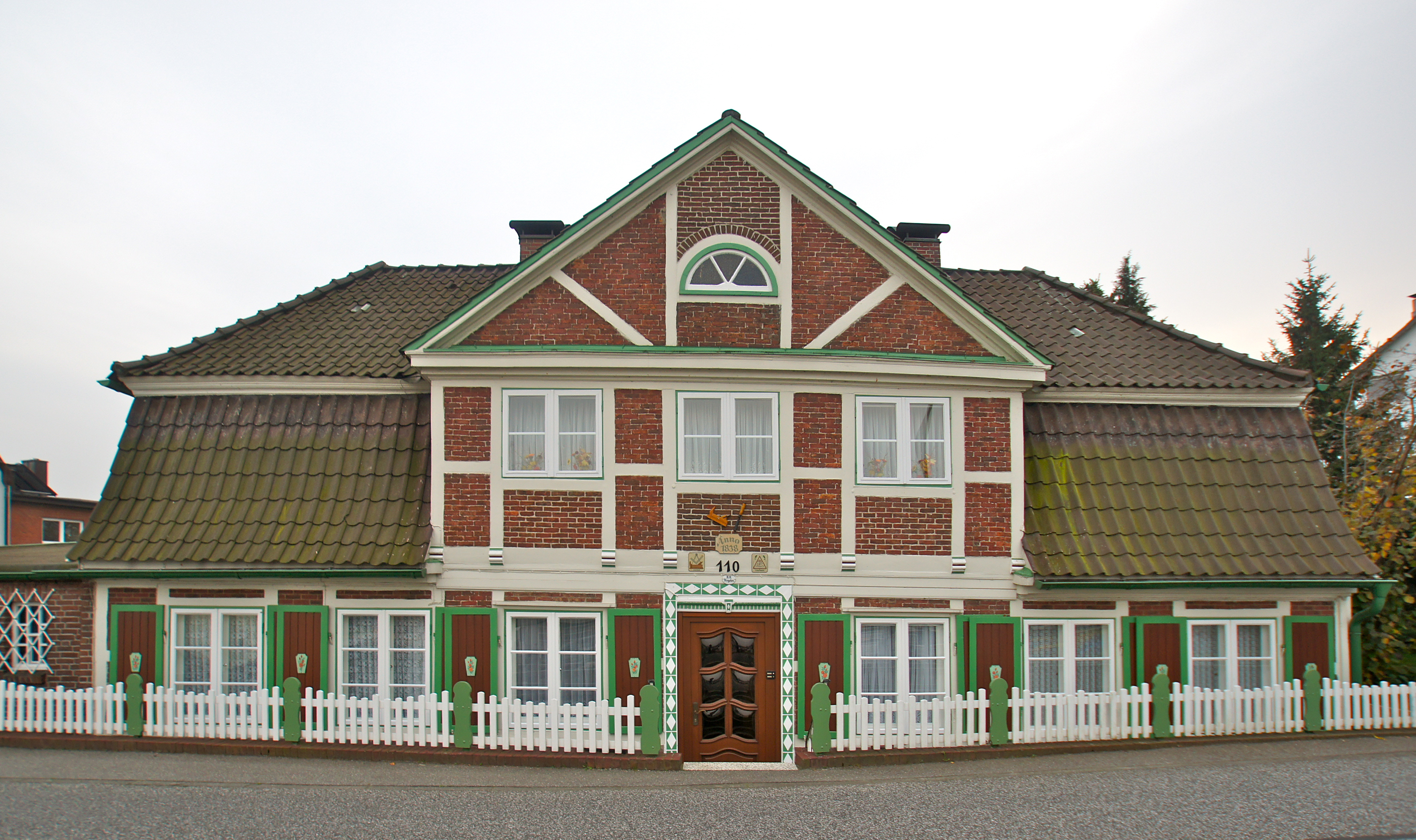
Casa d'entramat de fusta del 1838 al dic
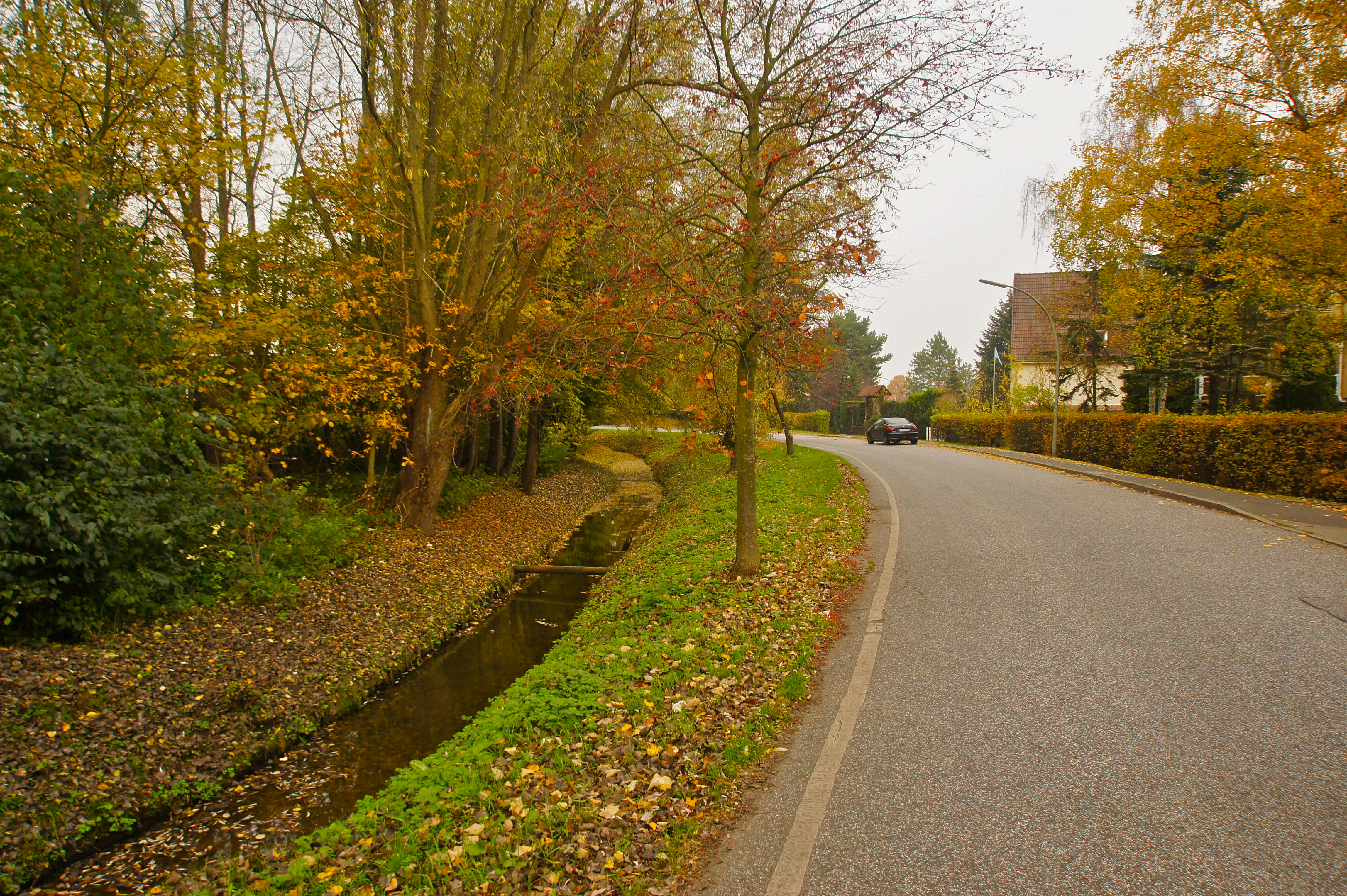
El wetering al carrer Sandwisch
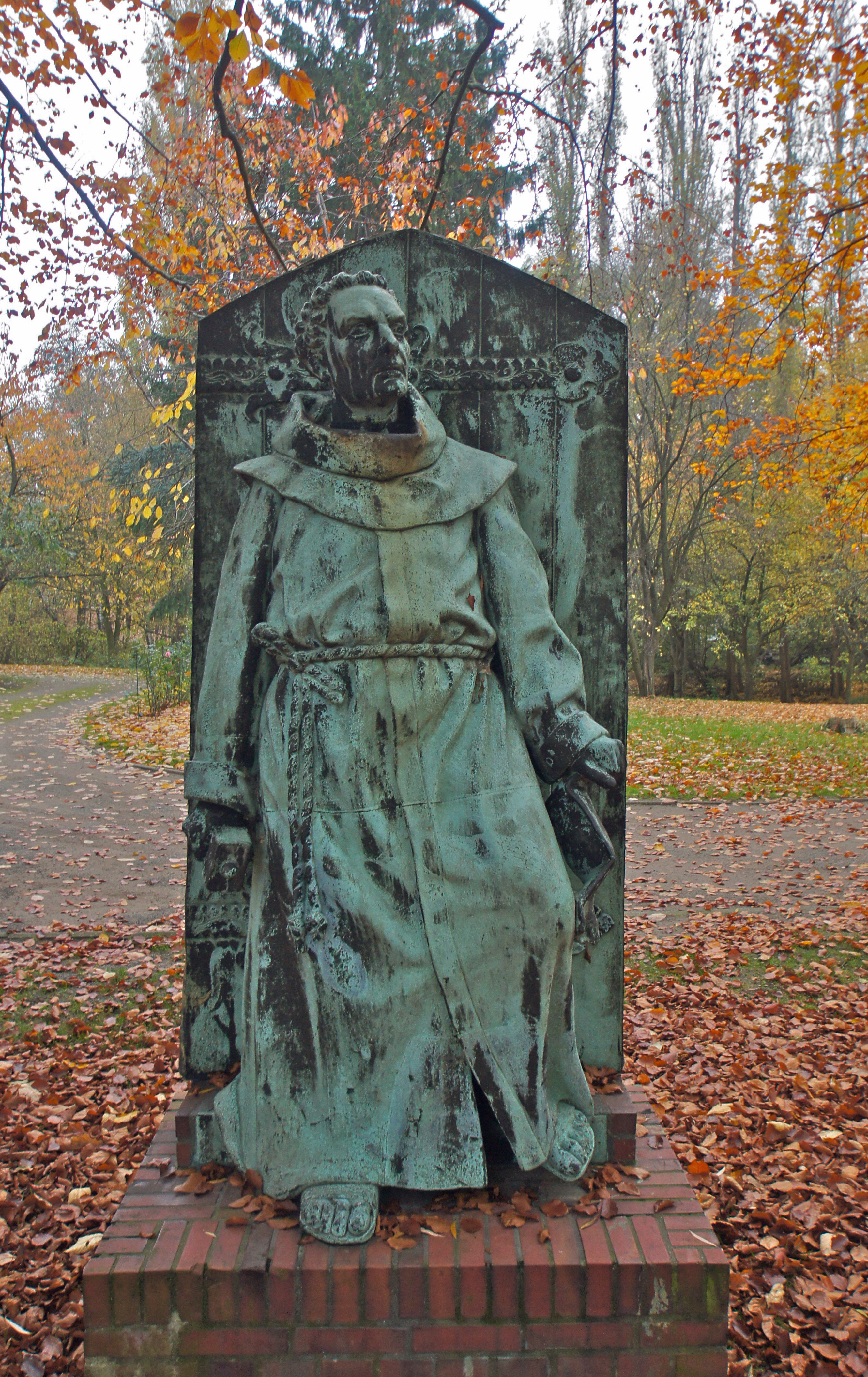
Monument de Martí Luter
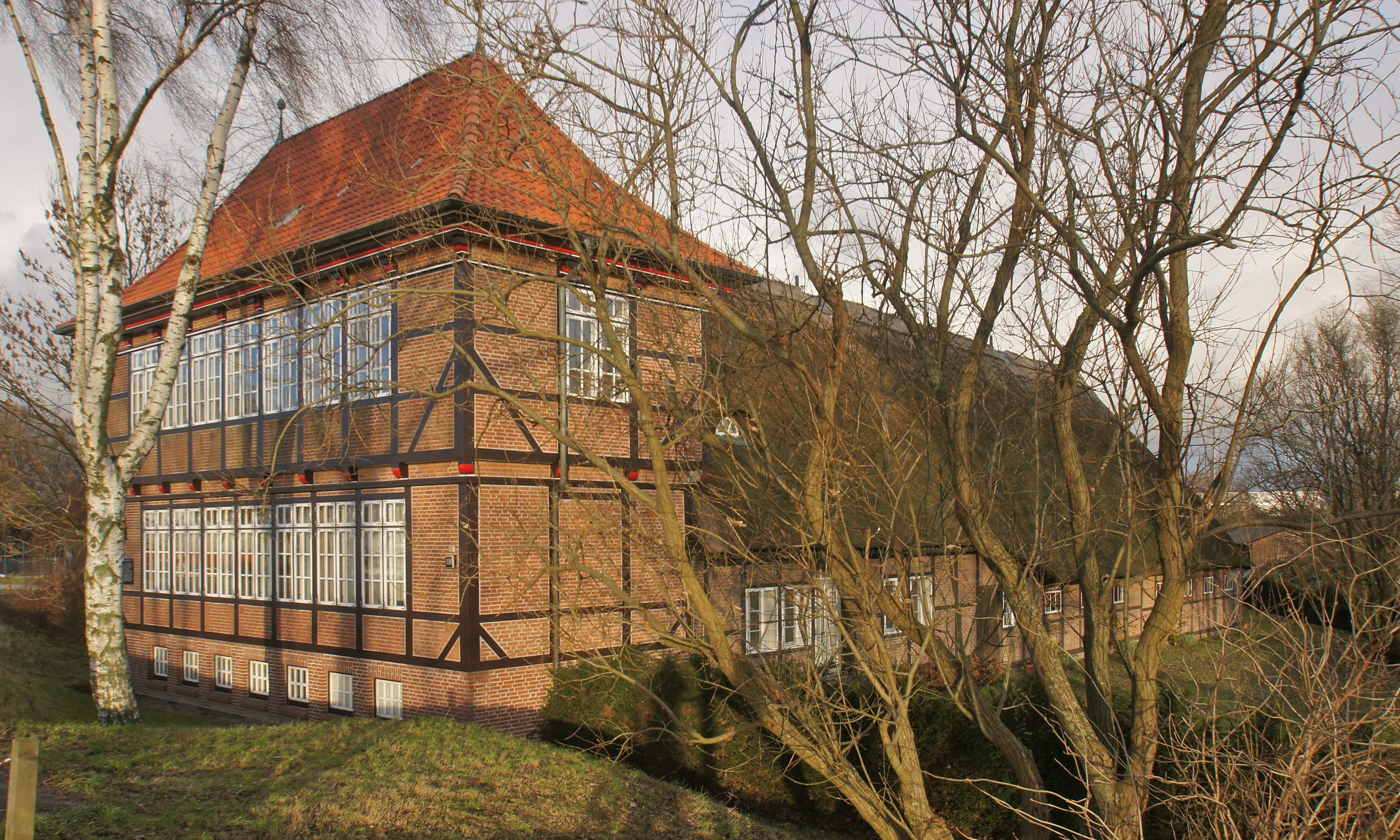
El “castell” de Moorfleet

## Fills predilectes
- Heinrich Matthias Sengelmann (1821-1899), pastor